# Эймофе, Джозеф
Джозеф Эймофе (англ. Joseph Eyimofe; 22 сентября 1984, Нигерия) — нигерийский футболист, защитник клуба «Варри Вулвз».
Начал карьеру на родине, играл за клубы НПА и «Долфинс». В 2004 году являлся игроком донецкого «Металлурга», после чего вернулся в Нигерию, выступая за «Долфинс», «Шаркс» и «Хартленд». В 2013 году перешёл в «Варри Вулвз».
Выступал за юношескую сборную Нигерии до 17 лет, в её составе принимал участие в чемпионате мира 2001. Также выступал за молодёжные сборные до 20 и до 23 лет

## Биография

### Клубная карьера
С 1999 года по 2003 год выступал за нигерийский клуб НПА. В 2003 году перешёл в клуб «Долфинс» из города Порт-Харкорт. В 2004 году вместе с командой стал чемпионом и обладателем Кубка Нигерии. В 2005 «Долфинс» дошёл до финала Кубка Конфедерации КАФ, где проиграл марокканскому клубу ФАР.
Весной 2006 года подписал трёхлетний контракт с донецким «Металлургом». В команде взял себе 3 номер. В «Металлург» он перешёл вместе со своим одноклубником по «Долфинсу» Очуко Оджобо. Также сообщалось, что переход стал возможен благодаря их агенту Тиджани Бабангида.
16 апреля 2006 года дебютировал в Высшей лиге Украины в домашнем матче против криворожского «Кривбасса» (3:2), Эймофе начал игру в стартовом составе, на 31 минуте получил жёлтую карточку, а на 57 минуте был заменён на Бобана Грнчарова. Свой последний матч в чемпионате Джозеф сыграл 22 апреля 2006 года против симферопольской «Таврии» (3:0), он отыграл весь поединок. В молодёжном первенстве провёл 3 игры, в которых получил 1 жёлтую карточку. Одной из причин по которой ему не удалось закрепиться в «Металлурге» была плохая физическая подготовка. Вскоре он покинул расположение клуба из-за проблем с сердцем, вместе с Очуко Оджобо. Подписание Эймофе называют одним из трансферных провалов «Металлурга».
Затем он вернулся на родину, где играл за «Долфинс». В 2006 году вместе с командой выиграл Кубок Нигерии. После выступал за команду «Шаркс», а затем вновь за «Долфинс».
Летом 2009 года подписал контракт с «Хартлендом». В 2009 в Лиге чемпионов КАФ Эймофе сыграл 3 игры. «Хартленд» по итогам турнира дошёл до финала, где проиграл «ТП Мазембе» (2:2, за счёт правила гола, забитого на чужом поле). В этой игре он получил травму колена из-за которой он не играл длительное время. Позже ему была сделана операция в Индии, где он провёл три месяца. Оплатить операцию помог бизнесмен из Варри и Kanu Heart Foundation, возглавляемый Нванкво Кану. В Лиге чемпионов КАФ 2010 сыграл 1 матч.
В 2013 году стал игроком клуба «Варри Вулвз». В новой команде дебютировал 14 апреля 2013 года в матче против «Эль-Канеми Уорриорс», который закончился победой его команды со счётом (4:1).

### Карьера в сборной
В составе сборной Нигерии до 17 лет участвовал в чемпионате мира 2001 в Тринидаде и Тобаго. На групповом этапе Нигерия заняла 1 место, выиграв все три матча и обогнав Францию, Японию и США. В 1/4 финала Нигерия обыграла Австралию (5:1). В полуфинале команда обыграла Буркина-Фасо со минимальным счётом (1:0). В финале Франция обыграла Нигерию (3:0). Всего на чемпионате мира провёл 6 матчей.
В 2003 году провёл 7 игр в молодёжной сборной Нигерии до 20 лет. Также выступал за сборную Нигерии до 23 лет.

## Достижения
- Чемпион Нигерии (1): 2004
- Обладатель Кубка Нигерии (2): 2004, 2006
- Серебряный призёр Лиги чемпионов КАФ (1): 2009
- Серебряный призёр Кубка Конфедерации КАФ (1): 2005
- Серебряный призёр чемпионата мира среди юношеских команд (1): 2001